# Az olimpia
Az olimpia Antonio Vivaldi 1734-ben, a velencei karnevál alkalmával bemutatott háromfelvonásos operája. A mű librettóját Pietro Metastasio írta, és azt Vivaldi előtt és után még számos zeneszerző (Leonardo Leo, Giovanni Battista Pergolesi, Antonio Caldara, Domenico Cimarosa, Baldassare Galuppi stb.) megzenésítette. Ez a darab volt az első Vivaldi-opera, amelyet bemutattak a szerzőtől, művei újra felfedezését követően, 1939. szeptember 19-én. Vivaldi művében a kórusok, áriák és duettek gazdag felvonultatásával bontakoztatta ki a gyengéd szerelemtől a kétségbeesett gyilkos indulatig terjedő érzelmeket.

## Az opera szereplői
| Szerep                                     | Hangfekvés                                 |
| ------------------------------------------ | ------------------------------------------ |
| Klüszthénisz, Sziküon királya              | tenor                                      |
| Arisztea, a lánya                          | kontra-alt                                 |
| Argéné, Lüszidasz szerelme                 | szoprán                                    |
| Lüszidasz, a krétai király nevelt fia      | kontratenor (eredetileg kasztrált szoprán) |
| Megaklész, a barátja, szerelmes Ariszteába | szoprán (eredetileg kasztrált szoprán)     |
| Aminthasz, Lüszidasz szolgája              | basszus                                    |
| Alkandrosz, Klüszthénisz barátja           | basszus                                    |

- Történik: Olümpiában, mitológiai időkben.

## Az opera cselekménye

### I. felvonás
Lüszidasz és Megaklész Olümpiába érkeznek a játékokra. Mikor Lüszidasz megtudja, hogy a győztes jutalma Arisztea keze, elhatározza, hogy megszerzi magának a lány szerelmét, ugyanis feledve előző kedvesét, fülig szerelmes lett a királylányba. Megkéri Megaklészt, hogy induljon a nevében a játékokon, mert ő sokkal ügyesebb és erősebb nála. Megaklésznak Arisztea volt a régi szerelme, de Lüszidasz megmentette az életét. A barátság és a szerelem között vívódva végül úgy dönt, hogy teljesíti barátja kérését. Arisztea sem felejtette el Megaklészt, és csalódott, mikor az indulók között nem találkozik az ő nevével. Annak idején apja ellenezte a házasságukat, ezért nem lehettek egymásé. Közben pásztornak öltözve felbukkan Argené is, aki felfedi Arisztea előtt kilétét és elmondja neki, hogy azért szökött el, mert apja Megaklészhez akarta adni, de ő Lüszidaszt szereti. Mikor Arisztea megtudja, hogy szerelme még él, megpróbálja megakadályozni a versenyt, de minden hiába.

### II. felvonás
Megaklész megnyerte a játékokat, Arisztea pedig felismerte a stadionba bevonuló egykori szerelmét. Klüszthénisz örömmel öleli meg leendő vejét. Megaklész menekülni szeretne a kínos helyzetből, ezért engedélyt kér, hogy azonnal hazautazhasson, jegyesét pedig barátjára bízza, akit Egisto néven mutat be. Ekkor lép be a stadionba Arisztea, és meglátja egykori szerelmét a győzelmi koszorúval a fején. Megaklész nem tehet mást: bevallja a csalást, Arisztea pedig elutasítja Lüszidaszt. Lüszidasz közben összefutott Argenével is, aki szemrehányásaival illette hűtlen kedvesét. Nem sokkal ezután Aminthasz meghozza a hírt, hogy Megaklész öngyilkos lett, a folyóba ugrott.

### III. felvonás
Lüszidasz nem törődik bele a visszautasításba: bosszút forral. Elhatározza, hogy megöli a királyt, de még idejében leleplezik tették. Ezután Klüszthénisz hívei elé vezetik, akik halálbüntetést kérnek a fejére. A király kénytelen eleget tenni kérésüknek, és elrendelni a férfi kivégzését. Ekkor jelenik meg Argené. Felfedi kilétét és könyörög, hogy őt végezzék ki szerelme helyett, zálogul egy karkötőt nyújt át a királynak. Klüszthénisz felismeri a karkötőt: mikor fia született, azt jósolták, hogy meg fogja ölni apját, ezért még csecsemő korában kitették a gyereket a pusztába. Az ő lábára húzták rá akkor az Argené által oda nyújtott karperecet. Ily módon kiderül, hogy Lüszidasz a király fia és Arisztea testvére. Közben Megaklész is megjelenik, aki a folyóba ugrott ugyan, de egy halász megmentette az életét. Most már semmi akadálya nincs annak, hogy oltár elé vezethesse Ariszteát, Lüszidasz pedig bűnbánóan visszatér Argenéhez.

## CD ajánló
Lüszidasz – Sara Mingardo, Megaklész – Roberta Invernizzi, Argéné – Marianna Kulikova, Arisztea – Sonia Prina, Klüszthénisz – Riccardo Novaro, Alekandrosz – Sergio Foresti, Aminthasz – Laura Giordano, Közreműködik: Concerto Italiano zenekar, vezényel: Rinaldo Alessandrini. A kiadás éve: 2003. Naive 3 CD DDD B00006IWQQ